# Borgo Eridania
Villaggio Eridania è una località del comune di Foggia, distante circa 10 km dalla città, sorta intorno ad un ex zuccherificio della Eridania da cui il nome della stessa frazione. Le case costruite intorno agli anni sessanta erano destinate ad ospitare dirigenti ed operai dello zuccherificio. Dopo la chiusura e dismissione dello stesso zuccherificio le case sono state poi vendute ed acquistate dai cittadini foggiani, che continuano a popolare la borgata.
Nel 2012 la Regione Puglia ha autorizzato la conversione dell'ex stabilimento in una centrale a biomasse da parte della società Enterra S.P.A.  